# Melissa Reese
Melissa Reese (Seattle, 1º marzo 1990) è una compositrice e tastierista statunitense.

## Biografia
Melissa Reese inizia a cantare e suonare il pianoforte all'età di 4 anni. A 17 anni inizia ad usare software per la produzione di musica come Pro Tools, Reason e Logic Pro.
Il suo primo EP, Lissa, è stato pubblicato nel 2007, ed è stato caratterizzato dalla collaborazione con Bryan Mantia, ex batterista dei Guns N' Roses, e Pete Scaturro. Tre delle canzoni dell'EP sono state passate in varie trasmissioni televisive, tra cui Gossip Girl e Al passo con i Kardashian.
Ha collaborato con artisti come Bootsy Collins, Vanessa Carlton, Goapele, Chuck D e Taylor Swift, e ha prodotto alcuni lavori per Drumma Boy. Sempre con Bryan Mantia forma il duo Brain and Melissa, con il quale, nel 2010, realizza un doppio cofanetto da sei CD totali, intitolati Kind Regards e Best Regards.
Il progetto vede anche la collaborazione del chitarrista Buckethead.
Il duo ha composto parte delle colonne sonore dei videogiochi Infamous 2 e Disney’s Fantasia: Music Evolved e remixato alcuni brani di Chinese Democracy dei Guns N' Roses.
Nel 2016 Melissa Reese viene scelta dai Guns N' Roses per il Not in This Lifetime... Tour, il primo tour della band dal 1993, in cui si alternerà tra le tastiere, sintetizzatore e cori, diventando il primo membro femminile del gruppo.

## Discografia

### Discografia solista

#### EP
- 2007 - Lissa

### Discografia con Buckethead, Brain & Melissa

#### Album in studio
- 2010 - Best Regards
- 2010 - Kind Regards